# Ilia Gourevitch
Pour les autres joueurs d'échecs nommés Gourevitch ou Gurevich, voir Mikhaïl Gourevitch (joueur d'échecs) et Dmitry Gurevich.
Pour les articles homonymes, voir Gourevitch.
Ilia Gourevitch ou Ilya Gurevich (né le 8 février 1972 à Kiev) est un grand maître américain du jeu d'échecs d'origine ukrainienne.

## Biographie
En 1983, il est champion scolaire des États-Unis. L'année suivante, il remporte le championnat du monde des moins de 14 ans en Argentine.
En 1990, à 18 ans, il remporte le championnat du monde d'échecs junior au Chili, au départage devant Alexeï Chirov, terminant invaincu.
Il est devenu opérateur de marché.